# Храстје при Мирни Печи
Храстје при Мирни Печи (словен. Hrastje pri Mirni Peči) је насељено место у општини Мирна Печ, регија Југоисточна Словенија, Словенија.

## Историја
До територијалне реорганизације у Словенији било је у саставу старе општине Ново Место.

## Становништво
У попису становништва из 2011. године, Храстје при Мирни Печи је имало 86 становника.
| Број становника према пописима | Број становника према пописима | Број становника према пописима |
| ------------------------------ | ------------------------------ | ------------------------------ |
| 1991                           | 2002                           | 2011                           |
| 72                             | 71                             | 86                             |

Напомена: До 1953. исказивано под именом Храстје.